# Espuri Opi Còrnicen
Espuri Opi Còrnicen (llatí: Spurius Oppius Cornicen) va ser un membre plebeu del segon decemvirat l'any 450 aC. Formava part de la gens Òpia, d'origen plebeu, i era de la família dels Còrnicen.
Quan els altres decemvirs van sortir en campanya, Còrnicen es va quedar a Roma com a col·lega d'Api Claudi Cras per tenir cura de la ciutat. Va ser ell qui va convocar al senat romà quan el poble es va revoltar en conèixer la mort de Virgínia. L'any següent va ser empresonat per ser jutjat, acusat d'haver assotat sense causa a un soldat veterà que havia servit durant 27 anys. Còrnicen, per por del resultat final del judici es va suïcidar a la presó.